# إسحاق كاربنتر
إسحاق كاربنتر (بالإنجليزية: Isaac Carpenter)‏ هو منتج أسطوانات وموسيقي أمريكي، ولد في 29 أغسطس 1979 في Tri-Cities, Washington ‏ في الولايات المتحدة.

## وصلات خارجية
- إسحاق كاربنتر على موقع ميوزك برينز (الإنجليزية)
- إسحاق كاربنتر على موقع ديسكوغز (الإنجليزية)